# Herbert Baxter Adams
Herbert Baxter Adams (* 16 de abril de 1850 - 30 de julio de 1901)  fue un historiador y educador estadounidense y uno de los más importantes politólogos de su época ya que creó la politología y todo lo que ella implica.
Adams nace en Shutesbury, Massachusetts; y recibe sus primeros estudios en escuelas públicas de Amherst, Massachusetts y luego en la Phillips Exeter Academy. Se gradúa en Amherst College en 1872, obteniendo el grado de Ph.D. en Heidelberg, Alemania, en 1876. 
Fue profesor auxiliar en Historia de la Johns Hopkins University desde 1876 a 1878, Asociado de 1878 a 1883, y asociado por oposición desde 1883. Se acredita de haber dado comienzo a los estudios de politología dentro de las Ciencias Sociales